# 朱當漎
朱當漎（1473年9月22日—1505年10月29日），明朝第四代鲁王鲁莊王朱陽鑄的第六子（嫡子中排第二）。成化十九年（1483年），封鲁世子。当了22年的世子，弘治十八年（1505年）薨逝，諡懷簡世子。儿子朱健杙被册封为世孙。孙子端王朱觀𤊟嗣位鲁王后，追封朱當漎为鲁懷王。

## 御赐鲁府怀简世子圹志
朱当漎墓位于山东平邑县白彦镇小山后村东北毓秀山南麓，墓高5米，直径11米，当地群众呼为王坟。墓前地面建筑已无，但地表仍有大量的琉璃瓦片。1972年冬，朱当漎墓被当地群众挖开。该墓坐北朝南，墓室为券顶砖室结构，底部用长条石砌，有左右耳室，石质墓门。由于该墓早年被盗，仅出土一些陶俑和墓志。墓志为青石质，志石与志盖相，外用铁箍相束。志石、盖正面四边的雕刻纹饰、内容、雕刻技法均相同，单线边框内阴刻蟠龙祥云。志盖长91厘米，宽88厘米，阴刻篆书“御赐鲁府怀简世子圹志”。志石长90厘米，宽87厘米，志文楷书。

大明怀简世子圹志

　　世子讳当漎，乃鲁王之子也，母妃张氏，于成化九年九月初一日未时生，成化十九年九月十八日册封为世子，弘治十八年十月初三日以疾薨，享年三十二岁。妃王氏，临清州南城兵马指挥副王轩嫡长女。生子一人，讳健杙，受封为世孙。女三人，长女受封清远县主，次女受封怀远县主，未受封女一人。讣闻，上辍视朝一日，遣官赐祭，特谥曰怀简，仍令有司治丧葬如制。在京亲王皆致祭焉。以正德二年七月二十日葬于毓秀山之原。呜呼！世子以宗室至亲，为国藩辅，茂膺封爵，贵富兼隆，胡不永逸止于斯。爰述其概，纳诸幽圹，用垂不朽云。

正德二年七月二十日长子健杙泣立。

## 家庭

### 先祖
- 天祖父 明太祖朱元璋
- 高祖父 魯荒王朱檀
- 曾祖父 魯靖王朱肇煇
- 祖父 魯惠王朱泰堪
- 父親 魯莊王朱陽鑄

### 兄弟
- 庶長兄：滋阳荣莊王朱当渍
- 庶第二兄：夭折
- 庶第三兄：朱當沘，夭折
- 庶第四兄：阳信安僖王朱当㳻[3]
- 第七弟（庶第五弟）：高密康穆王朱当湄[4][5]
- 第八弟（嫡第三弟）：东瓯端肃王朱当沘
- 第九弟（嫡第四弟）：朱當沋，夭折
- 第十弟（庶第六弟）：歸善王朱当沍[6]
- 第十一弟（庶第七弟）：新蔡端穆王朱当泘[7]
- 第十二弟（嫡第五弟）：郯城康僖王朱当滋[8]
- 第十三弟（嫡第六弟）：馆陶宣思王朱当淴[9]
- 第十四弟（嫡第七弟）：翼城恭安王朱當澐[10]

### 子
- 長子（庶長子）：朱健梮[11]
- 第二子（嫡長子）：鲁悼王朱健杙
- 第三子（庶第二子）：朱健槆[12]

### 女
- 长女 清远郡主
- 次女 怀远郡主
- 三女 郡主

### 孫
- 鲁端王朱觀𤊟